# TNS Emnid
TNS Emnid ou la plupart du temps juste Emnid était l'un des premiers instituts de sondage allemands.
Le nom Emnid est l'acronyme de "Erforschung der öffentlichen Meinung, Marktforschung, Nachrichten, Informationen und Dienstleistungen', en français "exploration de l'opinion publique, études de marché, actualités, informations et services".

## Histoire
Emnid est fondé à Bielefeld en 1945 par Karl-Georg von Stackelberg, ce qui en fait l'une des premières entreprises dans ce domaine. En 1960, il est un fondateur de l'Arbeitskreis Deutscher Markt- und Sozialforschungsinstitute. En outre, la société s'intéresse à la politique. Le gouvernement fédéral charge l'entreprise d'observer régulièrement le paysage politique.
De 1990 à 1997, le groupe français Sofres est le principal propriétaire de la société. Depuis sa fusion avec Taylor Nelson AGB, elle appartient au groupe Taylor Nelson Sofres, quatrième groupe mondial d'études de marché.
En 1995, la société signe un contrat avec la chaîne d’information n-tv et a sa propre émission. Elle cesse en raison de l’acquisition de n-tv par RTL Group, qui collabore avec l’institut de sondage Forsa.
De 1991 à 2013, Klaus-Peter Schöppner est directeur général de TNS Emnid.
En janvier 2014, TNS Emnid fusionne avec TNS Infratest, la société est radiée du registre du commerce ; le nom de marque continue d'être utilisé au sein du groupe Kantar, à partir de septembre 2016 sous le nom de Kantar Emnid.

## Source de la traduction
- (de) Cet article est partiellement ou en totalité issu de l’article de Wikipédia en allemand intitulé « TNS Emnid » (voir la liste des auteurs).